# Relleu de Romania

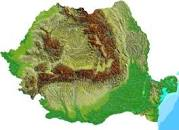
Mapa en relleu de Romania

El relleu de Romania es caracteritza per una gran diversitat i complexitat. De tota la superfície de Romania, el 28% està ocupada per muntanyes (per sobre dels 800 m d'altitud), el 42% per turons i altiplans (d'entre 200 i 800 m d'altitud) i el 30% per planes (per sota dels 200 m d'altitud).
Al centre del territori es troba l'altiplà de Transsilvània, envoltat per les serralades dels Carpats del Sud, Orientals i Occidentals, a l'exterior de les quals es troben, com a pas inferior, altiplans i planes.
La diversitat de tipus genètics de relleu també és una característica de l'espai romanès. El relleu estructural es destaca per la inclinació i els desnivells als Carpats i l'altiplà al nord de Dobrudja. El relleu petrogràfic es desenvolupa sobre roques cristal·lines dels Carpats i l'altiplà de Dobrudja. El relleu desenvolupat sobre roques solubles representa més del 20% del territori del país, sent més rellevant el relleu càrstic a la zona dels Carpats. També als Carpats, el relleu desenvolupat sobre gresos i conglomerats, a les zones orogèniques, també és específic, al costat del qual evoluciona el relleu volcànic i els empeltats sobre roques metamòrfiques. Als espais inferiors es troba el relleu sobre argiles, margues, sorres i dipòsits leossoides. El relleu glacial està ben representat a les parts altes dels Carpats Meridionals i a les muntanyes de Rodna, a través dels circs glacials, mentre que el relleu periglacial es distribueix, de manera variada, per tot el país. Així mateix, els relleus fluvials i costaners tenen una representació específica al territori de Romania.
El relleu de Romania es caracteritza per quatre elements: varietat, proporcionalitat, complementarietat i disposició simètrica, a causa del gran nombre de formes de relleu, la distribució aproximadament igual de les principals unitats de relleu (35% muntanyes, 35% turons i altiplans i 30% planes) i l'agrupació en relleu. Els Carpats romanesos s'estenen com un anell, que tanca una gran depressió al centre del país, la de Transsilvània. Són muntanyes d'altitud mitjana, fragmentades, amb un sòl alpí, pastures alpines i extenses superfícies d'erosió, l'altitud màxima de les quals s'assoleix al cim Moldoveanu (a les muntanyes de Făgăraș), a 2.544 metres. Al territori romanès, les muntanyes dels Carpats tenen una longitud de 910 km.
Fora dels Carpats hi ha un anell de turons —els subcarpats i els turons occidentals— que constitueixen els indrets més poblats, a causa dels rics recursos subterranis (oli, carbó i sal) i de les condicions favorables per al cultiu de la vinya i els arbres fruiters. A l'est i al sud s'estenen tres grans altiplans (Moldovei, Dobrogei i Getic), però també l'altiplà de Mehedinți, mentre que al sud i a l'oest s'estenen dues grans planes, la plana romanesa (que es fa estreta cap a l'est) i la plana occidental.
El delta del Danubi és la regió més baixa del país, per sota dels 10 m d'altitud, amb trams de pantans, llacs i canyissars. Una mica més amunt es troben les dorsals fluvials i marítimes, sobre les quals s'agrupen pobles de pescadors. És un territori descrit a l'Antiguitat per nombrosos científics de l'època, entre ells Heròdot, Estrabó, Ptolemeu o Plini el Vell. El delta del Danubi va ser inclòs a la llista del patrimoni mundial de la UNESCO l'any 1991 com a reserva natural de la biosfera.
Romania es beneficia de tota mena d'unitats aquàtiques: rius, llacs, aigües subterrànies i aigües marines. Les peculiaritats hidrogràfiques i hidrològiques de Romania estan determinades principalment per la posició geogràfica del país a la zona de clima temperat-continental i per la presència de l'arc dels Carpats. El factor antròpic ha contribuït a alguns canvis en aquestes particularitats.

## Muntanyes de Romania
Els Carpats romanesos s'estenen com un anell, que tanca una gran depressió al centre del país, Transsilvània. Són muntanyes d'altitud mitjana, fragmentades (totalment o parcialment per valls transversals) i que presenten un nombre important de depressions intracarpàtiques (de gènesi diferent), amb un sòl alpí espectacular, amb pastures alpines i amb extenses superfícies d'erosió. Aquestes muntanyes han estat, des de l'antiguitat, un lloc de retirada i refugi de la població durant les invasions estrangeres. Per les característiques locals, també hi va haver assentaments permanents i també temporals, que van arribar als 2000 msnm. Als Carpats Occidentals, hi ha assentaments permanents fins als 1200 m d'altitud. En relació amb el continent europeu, els Carpats representen el sistema muntanyós alpí del nord-est, que comença des de la conca de Viena i continua fins a la vall del Timo, al llarg d'aproximadament 1500 km (la serralada més llarga d'Europa) i ocupa una superfície de 170.000 km². A Romania, tenen una longitud de 910 km. Els Carpats romanesos formen part del sector oriental del sistema muntanyós alpí, ben individualitzat per la direcció general dels principals cims, per altitud, per grandesa i estructura.
Així, les muntanyes dels Carpats, que s'eleven a més de 2.500 m, dominen el relleu de Romania, amb una altitud màxima de 2.544 m al cim del Moldoveanu a les muntanyes Făgăraș. Els Carpats estan classificats com a muntanyes de mitjana i baixa alçada i tenen una altitud mitjana de 840 m. A més, un 90% de la seva superfície es troba per sota de l'altitud de 1500 m. La major part de la zona dels Carpats que té més de 2000 m, es troba entre la vall de Prahova i el corredor Timiș-Cerna. La serralada mostra, doncs, una diferenciació des del punt de vista hipsomètric: els Carpats Meridionals, amb una altitud mitjana de 1.136 m, els Carpats Orientals, amb una altitud mitjana de 950 m i els Carpats Occidentals, amb una altitud mitjana de 654 m.

### Demografia muntanyosa
Les muntanyes representen un terç (33%) del territori de Romania. L'any 2011, hi havia 826 localitats en aquesta zona, de les quals 80 eren ciutats petites i grans.
El 2015, aproximadament el 16% de la població encara vivia a les zones muntanyoses de Romania.